# Ingegerd Lundstedt Andersson
Ingegerd Lundstedt Andersson (* im 20. Jahrhundert) ist eine ehemalige schwedische Fußballspielerin.

## Karriere

### Vereine
Lundstedt Andersson spielte zuletzt im Seniorinnenbereich für den in Skellefteå in der gleichnamigen Kommune in der Provinz Västerbotten ansässigen Sunnanå SK Fußball. Mit der Mannschaft gewann sie zweimal die Meisterschaft und einmal den Svenska Cupen, den nationalen Vereinspokal.

### Nationalmannschaft
Lundstedt Andersson bestritt für die A-Nationalmannschaft vier Länderspiele, alle im Spieljahr 1980. Ihr Debüt am 28. Juni glich einem Heimspiel, denn in Skellefteå trennte sie sich mit ihrer Mannschaft im Freundschaftsspiel von der Nationalmannschaft Frankreichs 2:2 unentschieden; sie wurde in der 45. Minute für Karin Ödlund ausgewechselt. Zwölf Tage später nahm sie mit ihrer Mannschaft am Turnier um die Nordische Meisterschaft im eigenen Land teil. Zum Turnierauftakt am 10. Juli in Mölndal, beim 7:0-Sieg über die Nationalmannschaft Finnlands, erzielte sie mit dem Treffer zum 3:0 in der 13. Minute – 23 Minuten vor ihrer Auswechslung für Karin Ödlund – ihr einziges Länderspieltor.
Die beiden abschließenden Turnierspielen am 11. und 13. Juli in Öckerö und Göteborg gegen die Nationalmannschaften Norwegens und Dänemarks, in denen sie ebenfalls bis zu ihren Auswechslungen (für Karin Ödlund) in der 30. und 45. Minute mitwirkte, endeten jeweils mit 2:2 unentschieden. Dank des hohen Sieges gegen die Nationalmannschaft Finnlands wurde das Turnier mit einer um drei Tore besseren Tordifferenz gegenüber der punktgleichen Nationalmannschaft Dänemarks gewonnen.

## Erfolge
Nationalmannschaft
- Nordischer Meister 1980

Sunnanå SK
- Schwedischer Meister 1980, 1982
- Schwedischer Pokal-Sieger 1983